# 神佳高速公路
神木至佳县高速公路，简称神佳高速，是陕西省“2367”高速公路网联络线“神米线”的组成部分、省级神米高速公路（S11）的重要路段。线路起点位于神木市锦界镇枣稍沟村，设锦界枢纽立交，与榆神高速公路相接，经高家堡镇、乔岔滩乡，榆阳区大河塔镇、安崖办事处，佳县上高寨乡、刘国具镇、王家砭镇，止于佳县烟洞沟村，设王家砭枢纽立交，与榆佳高速公路相接，途经神木、榆阳、佳县3县区的8个乡镇、21个行政村，为双向四车道高速公路建设标准，设计车速100公里/小时。项目采用BOT模式建设，由中铁交通投资集团投资建设。于2013年11月9日开工建设，设计建设工期3年，实际建设工期为2年，概算总投资63.08亿元人民币。于2015年11月24日建成通车。

## 工程规模
路线全长67.095公里，全线设锦界（枢纽）、清水园（预留）、高家堡、安崖、上高寨（预留）、王家砭（枢纽）等6处互通式立交。采用双向四车道高速公路标准，设计速度100公里/小时，整体式路基宽度26米，分离式路基宽度13米。桥涵设计汽车荷载公路－Ⅰ级，设计洪水频率1/100（特大桥1/300），地震动峰值加速度为0.05g；其余各项技术指标遵照《公路工程技术标准》（JTG B01-2003）执行。同时设锦界、高家堡、安崖3处立交连接线，长度14.324公里。其中，锦界立交连接线3.788公里，高家堡立交连接线1公里，安崖立交连接线9.536公里。互通式立交连接线采用二级公路技术标准，设计速度采用60公里/小时，锦界、高家堡立交连接线路基宽度采用12米，安崖立交连接线路基宽度采用10米。
全线共设桥梁14633.25米/75座（全幅），占路线总长21.8%，其中，特大桥2863.5米/2座，大桥10445.25米/48座，中桥1324.5米/25座；涵洞98道。设隧道4865米/3座（双洞），占路线总长7.2%，其中，长隧道4191.5米/2座，中隧道673.5米/1座。
全线设置1处监控通信分中心（锦界），3处匝道收费站（锦界、高家堡、安崖），1处隧道管理站（锦界），1处隧道救援站（安崖）；1处养护工区（高家堡）；1处服务区（高家堡），1处停车区（安崖，占地面积计入路线占地规模，且无房建设施），1处交警营房。

### 重点工程
- 秃尾河特大桥：上部结构采用5×20+31×40米装配式预应力混凝土连续箱梁，下部结构采用柱式、薄壁空心墩，柱式台，钻孔灌注桩基础。桥梁全长1347米。
- 开光川特大桥：上部结构采用预应力混凝土预制（现浇）连续箱梁，左幅全长1563米，右幅全长1470米。下部结构采用柱式墩、台，钻孔灌注桩基础[3]。

## 建设历程
2012年2月8日，陕西省交通运输厅委托陕西交通技术咨询有限公司发布神木至佳县至米脂高速公路工程勘察设计招标公告。4月27日，根据中标结果公示，神木至佳县段（N1标段）由陕西省交通规划设计研究院中标。
2013年10月25日，榆林市人民政府发布了神佳米高速公路神木至佳县段项目工程建设的通告。10月28日，神佳米高速神木至佳县段项目工程建设动员大会在榆林市召开。11月25日，神佳米高速公路神木至佳县段试验段开工建设。
2014年1月26日，榆林市环境保护局以榆政环发〔2014〕27号文件对神木至米脂高速公路项目环境影响评价报告书予以批复。2月27日，陕西省发展和改革委员会以陕发改基础〔2014〕236号文件核准了神木至米脂高速公路项目。9月4日，陕西省交通运输厅以陕交函〔2014〕719号文件批复了神木至米脂高速公路初步设计。
2015年7月14日，陕西省交通运输厅以陕交函〔2015〕605号文件批复同意了神木至米脂高速公路神木至佳县段施工图设计。11月13日，陕西省物价局在榆林市举行了神佳米高速公路车辆通行费费率标准听证会。11月17日，陕西省人民政府以陕政函〔2015〕242号文件批复同意神木至佳县段高速公路收取车辆通行费。11月20日，陕西省交通运输厅以陕交发〔2015〕50号文件发布神木至佳县高速公路联网收费通告。11月24日，神木至佳县高速公路正式建成通车。
2020年10月23日，神木至米脂高速公路神木至佳县段工程通过陕西省交通运输厅的竣工验收。

## 车辆通行费
神木至佳县高速公路最终收费期限为30年，自2015年11月18日起至2045年11月17日止。若国家公路收费政策调整，须从其规定。
| 车型 | 类别             | 规格             | 费率标准 （元/车·公里） | 开光川特大桥通行费 （元/车次） |
| ---- | ---------------- | ---------------- | ----------------------- | ------------------------------ |
| 客车 | 第1类            | ≤7座             | 0.60                    | 10                             |
| 客车 | 第2类            | 8-19座           | 1.06                    | 20                             |
| 客车 | 第3类            | 20-39座          | 1.36                    | 30                             |
| 客车 | 第4类            | ≥40座            | 1.63                    | 40                             |
| 货车 | 计重收费基本费率 | 计重收费基本费率 | 0.12元/吨·公里          | 2.25元/吨·车次                 |

车辆通行费应缴费额按车辆实际行驶各路段里程及对应收费标准计算，全程取整。取整规则：应缴费额尾数，在2.5元以下的，按0元取整；2.5元（含2.5元）至7.5元的，按5元取整；7.5元（含7.5元）至10元的按10元取整。

## 沿线设施列表
| 地区                                                                                         | 里程 | 类型                              | 名称            | 连接             | 说明 |
| -------------------------------------------------------------------------------------------- | ---- | --------------------------------- | --------------- | ---------------- | ---- |
| 榆林市 神木市                                                                                | 0.7  | 枢纽 · 出入口                     | 锦界枢纽 锦界北 | 榆神高速 337国道 |      |
| 榆林市 神木市                                                                                |      | 停车场 · 加油设施 · 修车站 · 餐厅 | 高家堡服务区    | 高家堡服务区     |      |
| 榆林市 神木市                                                                                | 28.3 | 出入口                            | 高家堡          | 205省道          |      |
| 榆林市 榆阳区                                                                                | 47.4 | 出入口                            | 安崖            | Y308             |      |
| 榆林市 榆阳区                                                                                |      | 停车场 · 飲料小吃                 | 安崖停车区      | 安崖停车区       |      |
| 榆林市 佳县                                                                                  |      | 隧道                              | 大梁隧道        | 大梁隧道         |      |
| 榆林市 佳县                                                                                  |      | 隧道                              | 店子梁隧道      | 店子梁隧道       |      |
| 榆林市 佳县                                                                                  |      | 隧道                              | 阳条湾隧道      | 阳条湾隧道       |      |
| 榆林市 佳县                                                                                  |      | 枢纽                              | 王家砭枢纽      | 佳榆高速         |      |
| 1.000 英里 = 1.609 千米；1.000 千米 = 0.621 英里 并行路段 • 已关闭／取消 • 限制进入 • 未开放 |      |                                   |                 |                  |      |